# Philautus
Genre
Synonymes
- Orchestes Tschudi, 1838 nec Illiger, 1798
- Ixalus Duméril & Bibron, 1841 nec Ogilby, 1837
- Gorhixalus Dubois, 1987 "1986"

Philautus est un genre d'amphibiens de la famille des Rhacophoridae.

## Répartition
Les 52 espèces de ce genre se rencontrent en Asie du Sud et en Asie du Sud-Est.

## Taxinomie
De nombreuses espèces classées anciennement sous ce genre font désormais partie des genres Pseudophilautus, qui a été retiré de sa synonymie avec Philautus en 2009, ou Raorchestes.

## Liste d'espèces
Selon Amphibian Species of the World (12 février 2016) :

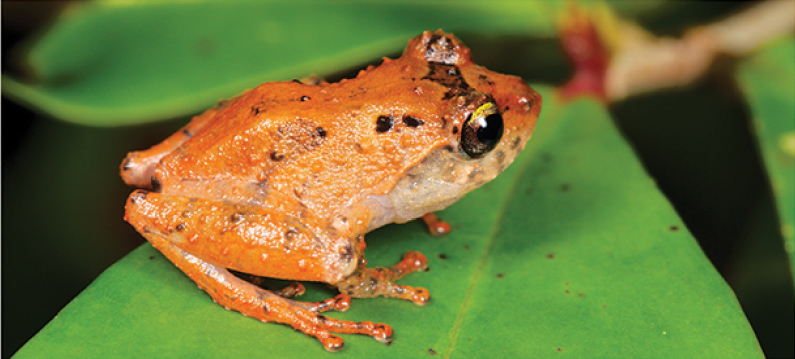
Philautus nephophilus

- Philautus abditus Inger, Orlov & Darevsky, 1999
- Philautus acutirostris (Peters, 1867)
- Philautus acutus Dring, 1987
- Philautus amoenus Smith, 1931
- Philautus aurantium Inger, 1989
- Philautus aurifasciatus (Schlegel, 1837)
- Philautus bunitus Inger, Stuebing & Tan, 1995
- Philautus cardamonus Ohler, Swan & Daltry, 2002
- Philautus catbaensis Milto, Poyarkov, Orlov & Nguyen, 2013
- Philautus cinerascens (Stoliczka, 1870)
- Philautus cornutus (Boulenger, 1920)
- Philautus davidlabangi Matsui, 2009
- Philautus disgregus Inger, 1989
- Philautus dubius (Boulenger, 1882)
- Philautus erythrophthalmus Stuebing & Wong, 2000
- Philautus everetti (Boulenger, 1894)
- Philautus garo (Boulenger, 1919)
- Philautus gunungensis Malkmus & Riede, 1996
- Philautus hosii (Boulenger, 1895)
- Philautus ingeri Dring, 1987
- Philautus jacobsoni (Van Kampen, 1912)
- Philautus juliandringi Dehling, 2010
- Philautus kakipanjang Dehling & Dehling, 2013
- Philautus kempiae (Boulenger, 1919)
- Philautus kempii (Annandale, 1912)
- Philautus kerangae Dring, 1987
- Philautus leitensis (Boulenger, 1897)
- Philautus longicrus (Boulenger, 1894)
- Philautus macroscelis (Boulenger, 1896)
- Philautus maosonensis Bourret, 1937
- Philautus microdiscus (Annandale, 1912)
- Philautus mjobergi Smith, 1925
- Philautus namdaphaensis Sarkar & Sanyal, 1985
- Philautus nephophilus Dehling, Matsui & Yambun Imbun, 2016
- Philautus nianeae Stuart, Phimmachak, Seateun & Sheridan, 2013
- Philautus pallidipes (Barbour, 1908)
- Philautus petersi (Boulenger, 1900)
- Philautus poecilius Brown & Alcala, 1994
- Philautus refugii Inger & Stuebing, 1996
- Philautus sanctisilvaticus Das & Chanda, 1997
- Philautus saueri Malkmus & Riede, 1996
- Philautus schmackeri (Boettger, 1892)
- Philautus similipalensis Dutta, 2003
- Philautus similis Van Kampen, 1923
- Philautus surdus (Peters, 1863)
- Philautus surrufus Brown & Alcala, 1994
- Philautus tectus Dring, 1987
- Philautus tytthus Smith, 1940
- Philautus umbra Dring, 1987
- Philautus vermiculatus (Boulenger, 1900)
- Philautus vittiger (Boulenger, 1897)
- Philautus worcesteri (Stejneger, 1905)

## Publication originale
- Gistel, 1848 : Naturgeschichte des Tierreichs für höhere Schulen. p. 1-216.